# Armensko-gruzijska granica
Armensko-gruzijska granica je međunarodna granica između Armenije i Gruzije. Duga je 219 km, a proteže se od tromeđe s Turskom na zapadu do tromeđe s Azerbajdžanom na istoku.

## Opis
Granica započinje na zapadu na tromeđi s Turskom i nastavlja kopnom do tromeđe s Azerbajdžanom nizom nepravilnih linija i malim dijelom na istoku uz rijeku Debed. Zapadni, planinski dio granice sadrži dva jezera koja se nalaze sasvim blizu granice - Madatapa (u Gruziji) i Arpi (u Armeniji).

## Povijest
Tijekom 19. stoljeća Kavkaz je bio poprištem sukobu velikih sila - Otomanskog Carstva na zalazu, Perzije i Rusije, koje se širila prema jugu. Rusija je formalno anektirala istočno gruzijsko Kraljevstvo Kartlije i Kahetije 1801. godine, a zatim zapadnu gruzijsku kraljevinu Imeretiju 1804. godine. Tijekom 1800-ih Rusi su pogurali svoju južnu granicu dalje prema jugu, na račun Perzijskog i Osmanskog carstva. Rusko-perzijskim ratom (1804.–1813.) i kasnijim Gulistanskim ugovorom Rusija je stekla glavninu današnjeg Azerbajdžana i južnu regiju Syunik u današnjoj Armeniji. Nakon Rusko-perzijskog rata (1826.–1828.) i Turkmenčajskog ugovora, Perzija je bila prisiljena ustupiti područje kanata Nahičevan i ostatak današnje Armenije. Rusija je osvojene gruzijske i armenske teritorije organizirala u gubernije Tiflis, Kutaisi i Erivan.
Nakon ruske revolucije 1917. godine, narodi južnog Kavkaza proglasili su Transkavkasku demokratsku federativnu republiku (TDFR) 1918. godine i započeli mirovne pregovore s Osmanlijama. Unutarnje nesuglasice dovele su do toga da je Gruzija napustila federaciju u svibnju 1918., a nedugo nakon toga uslijedili su Armenija i Azerbajdžan, međutim granice između tri republike bile su sporne. Batumski ugovor iz lipnja 1918. okončao je neprijateljstva između TDFR-a i Osmanskog carstva. Kada su se Osmanlije povukle iz područja današnje pokrajine Lori u listopadu 1918., to je području postalo predmet spora između Armenije i Gruzije, a većina spornog teritorij a se odnosila na bivše ujezde (okruge) Borčalski i Akhalkalaki bivše gubernije Tiflis. Gruzija je tražila da južne granice bivše gubernije Tiflis čine granicu, dok je Armenija tražila da buduća granica odražava etničku situaciju na terenu. Nakon neuspjelih mirovnih pregovora o granici, u listopadu su izbili sukobi, nakon kojih su uslijedili zastoji mirovnih pregovora i kratki rat u prosincu. Britanci su 17. siječnja 1919. posredovali u prekidu vatre pod vodstvom Williama Montgomerieja Thomsona, a osporavano područje proglašeno je neutralnom zonom do daljnjih mirovnih pregovora. Nakon toga, i Armenija i Gruzija ušle su u područje Karsa u današnjoj istočnoj Turskoj, anektirajući teritorij, stvarajući pritom dodatne sporove između njih.
Ruska Crvena armija je 1920. napala Azerbajdžan i Armeniju, čime je okončana neovisnost obje zemlje, a u veljači i ožujku 1921. uslijedila je Gruzija. Turska je iskoristila priliku da otme zemljišta na istoku od Armenije, a Gruzija je okupirala neutralnu zonu Lori uz armensko odobrenje, kako bi spriječila da ona padne u turske ruke. Granica SSSR-a s Turskom finalizirana je u listopadu 1921. Karskim ugovorom, čime je utvrđena zapadna granica armensko-gruzijske granice. Kad su Sovjeti početkom 1921. uspostavili čvrstu kontrolu na tom području, izveli su konačno razgraničenje granice između Armenije i Gruzije, podijelivši neutralnu zonu Lori na dva dijela (uglavnom u korist Armenije) i fiksirajući 6. studenog 1921. granicu na njezinom sadašnjem mjestu. Godine 1922. sve tri države uključene su u Transkavkasku SFSR unutar SSSR -a, prije nego što su se odvojile 1936.
Granica je postala međunarodna 1991. nakon raspada Sovjetskog Saveza i neovisnosti njegovih konstitutivnih republika. Godine 1994. dvije su zemlje počele raditi na razgraničavanju svoje granice. U Gruziji postoji velika armenska manjina, koncentrirana posebno u pograničnoj pokrajini Samche-Džavahetija gdje čine većinu. Međutim, niti armenska niti gruzijska vlada nisu tražile ispravljanje stare granice između njih iz sovjetskog doba.

## Naselja uz granicu

### Armenija
- Bavra
- Tashir
- Dzyunashogh
- Metsavan
- Gogavan
- Apaven
- Sarchapet
- Alaverdi
- Jiliza
- Ayrum
- Haghtanak
- Ptghavan
- Bagratashen
- Debetavan

### Gruzija
- Gorelovka
- Irganchai
- Dmanisi
- Akhkerpi
- Sadakhlo
- Shaumiani

## Granični prijelazi
Sljedeći granični prijelazi su u uporabi između Armenije i Gruzije:
- Bagratashen (ARM) – Sadakhlo (GRU)[16]
- Gogavan (ARM) – Guguti (GRU)[16]
- Privolnoye (ARM) - Akhkerpi (GRU)
- Bavra (ARM) – Ninotsminda (GRU)[16][17]